# 10586 Jansteen
A 10586 Jansteen (ideiglenes jelöléssel 1996 KY4) a Naprendszer kisbolygóövében található aszteroida. Eric Walter Elst fedezte fel 1996. május 22-én.